# Saison 2018-2019 de l'Arsenal FC
Chronologie
Saison précédente Saison suivante
La saison 2018-2019 de l'Arsenal FC est la 27e saison du club en Premier League. Le club est en compétition pour le Championnat d'Angleterre, la Coupe d'Angleterre, la Coupe de la Ligue anglaise, et la Ligue Europa.

## Équipe première

### Effectif
| N°                 | Nat                              | Nom                           | Date de naissance (Âge) | Depuis          | Matchs          | Buts            | En provenance de         |                 |
| Gardiens de but    | Gardiens de but                  | Gardiens de but               | Gardiens de but         | Gardiens de but | Gardiens de but | Gardiens de but | Gardiens de but          | Gardiens de but |
| ------------------ | -------------------------------- | ----------------------------- | ----------------------- | --------------- | --------------- | --------------- | ------------------------ | --------------- |
| 1                  | Drapeau de la Tchéquie           | Petr Čech (vice-capitaine)    | 20 mai 1982             | 2015            | 139             | 0               | Chelsea                  |                 |
| 19                 | Drapeau de l'Allemagne           | Bernd Leno                    | 4 mars 1992             | 2018            | 36              | 0               | Bayer Leverkusen         |                 |
| Défenseurs         |                                  |                               |                         |                 |                 |                 |                          |                 |
| 2                  | Drapeau de l'Espagne             | Héctor Bellerín               | 19 mars 1995            | 2013            | 181             | 7               | Formé au club            |                 |
| 5                  | Drapeau de la Grèce              | Sokrátis Papastathópoulos     | 9 juin 1988             | 2018            | 40              | 3               | Borussia Dortmund        |                 |
| 6                  | Drapeau de la France             | Laurent Koscielny (capitaine) | 10 septembre 1985       | 2010            | 353             | 27              | FC Lorient               |                 |
| 12                 | Drapeau de la Suisse             | Stephan Lichtsteiner          | 16 janvier 1984         | 2018            | 23              | 1               | Juventus                 |                 |
| 16                 | Drapeau de l'Angleterre          | Rob Holding                   | 20 septembre 1995       | 2016            | 60              | 1               | Bolton Wanderers         |                 |
| 18                 | Drapeau de l'Espagne             | Nacho Monreal                 | 26 février 1986         | 2013            | 248             | 10              | Málaga CF                |                 |
| 20                 | Drapeau de l'Allemagne           | Shkodran Mustafi              | 17 avril 1992           | 2016            | 115             | 8               | Valence CF               |                 |
| 25                 | Drapeau de l'Angleterre          | Carl Jenkinson                | 8 février 1992          | 2011            | 70              | 1               | Southampton FC           |                 |
| 27                 | Drapeau de la Grèce              | Konstantínos Mavropános       | 11 décembre 1997        | 2018            | 7               | 0               | PAS Giannina             |                 |
| 31                 | Drapeau de la Bosnie-Herzégovine | Sead Kolašinac                | 20 janvier 1993         | 2017            | 72              | 5               | Schalke 04               |                 |
| Milieux de terrain |                                  |                               |                         |                 |                 |                 |                          |                 |
| 4                  | Drapeau de l'Égypte              | Mohamed Elneny                | 11 juillet 1992         | 2016            | 89              | 2               | FC Bâle                  |                 |
| 7                  | Drapeau de l'Arménie             | Henrikh Mkhitaryan            | 21 janvier 1989         | 2018            | 56              | 9               | Manchester United        |                 |
| 8                  | Drapeau du pays de Galles        | Aaron Ramsey                  | 26 décembre 1990        | 2008            | 369             | 64              | Cardiff City             |                 |
| 10                 | Drapeau de l'Allemagne           | Mesut Özil                    | 15 octobre 1988         | 2013            | 231             | 43              | Real Madrid              |                 |
| 11                 | Drapeau de l'Uruguay             | Lucas Torreira                | 11 février 1996         | 2018            | 50              | 2               | UC Sampdoria             |                 |
| 15                 | Drapeau de l'Angleterre          | Ainsley Maitland-Niles        | 29 août 1997            | 2014            | 68              | 2               | Centre de formation      |                 |
| 22                 | Drapeau de l'Espagne             | Denis Suárez                  | 6 janvier 1994          | 2019            | 6               | 0               | FC Barcelone             |                 |
| 29                 | Drapeau de la France             | Mattéo Guendouzi              | 14 janvier 1999         | 2018            | 48              | 1               | FC Lorient               |                 |
| 34                 | Drapeau de la Suisse             | Granit Xhaka                  | 27 septembre 1992       | 2016            | 134             | 11              | Borussia Mönchengladbach |                 |
| Attaquants         |                                  |                               |                         |                 |                 |                 |                          |                 |
| 9                  | Drapeau de la France             | Alexandre Lacazette           | 28 mai 1991             | 2017            | 88              | 36              | Olympique lyonnais       |                 |
| 14                 | Drapeau du Gabon                 | Pierre-Emerick Aubameyang     | 18 juin 1989            | 2018            | 65              | 41              | Borussia Dortmund        |                 |
| 17                 | Drapeau du Nigeria               | Alex Iwobi                    | 3 mai 1996              | 2015            | 149             | 15              | Centre de formation      |                 |
| 23                 | Drapeau de l'Angleterre          | Danny Welbeck                 | 26 novembre 1990        | 2014            | 126             | 32              | Manchester United        |                 |

### Staff managérial
| Emploi                      | Staff               |
| --------------------------- | ------------------- |
| Entraîneur                  | Unai Emery          |
| Entraîneurs adjoints        | Juan Carlos Carcedo |
| Entraîneurs adjoints        | Steve Bould         |
| Entraîneurs de l'équipe pro | Pablo Villa         |
| Entraîneurs des gardiens    | Javi Garcia         |
| Entraîneurs des gardiens    | Sal Bibbo           |
| Préparateur physique        | Julen Masach        |
| Préparateur physique        | Barry Solan         |
| Physiothérapeute            | Chris Morgan        |
| Physiothérapeute            | Paulo Barreira      |
| Physiothérapeute            | Jordan Reece        |
| Docteur                     | Gary O'Driscoll     |

Source : http://www.arsenal.com

### Tenues
Équipementier : Puma
Sponsor : Emirates
| Domicile | Domicile alt | Domicile alt | Domicile alt | Extérieur | Extérieur alt | Autre |

## Transferts

### Mercato d'été

#### Arrivées
| Numéro | Poste | Joueur                    | En provenance de  | Montant         | Date             | Source |
| ------ | ----- | ------------------------- | ----------------- | --------------- | ---------------- | ------ |
| 12     | DEF   | Stephan Lichtsteiner      | Juventus          | Transfert libre | 1er juillet 2018 | [ 1 ]  |
| 19     | GB    | Bernd Leno                | Bayer Leverkusen  | 25 M€           | 1er juillet 2018 | [ 2 ]  |
| 5      | DEF   | Sokrátis Papastathópoulos | Borussia Dortmund | 16 M€           | 2 juillet 2018   | [ 3 ]  |
| 11     | MIL   | Lucas Torreira            | UC Sampdoria      | 28,65 M€        | 10 juillet 2018  | [ 4 ]  |
| 29     | MIL   | Mattéo Guendouzi          | FC Lorient        | 8 M€            | 11 juillet 2018  | [ 5 ]  |

#### Départs
| Numéro | Poste | Joueur              | Destination        | Montant            | Date             | Source |
| ------ | ----- | ------------------- | ------------------ | ------------------ | ---------------- | ------ |
| 19     | MIL   | Santi Cazorla       | Villarreal CF      | Transfert libre    | 1er juillet 2018 | [ 6 ]  |
| 4      | DEF   | Per Mertesacker     | Départ en retraite | Départ en retraite | 1er juillet 2018 | [ 7 ]  |
| 10     | MIL   | Jack Wilshere       | West Ham United    | Transfert libre    | 1er juillet 2018 | [ 8 ]  |
| 22     | ATT   | Jeff Reine-Adélaïde | Angers SCO         | 1,6 M€             | 26 juillet 2018  | [ 9 ]  |
| 32     | ATT   | Chuba Akpom         | PAOK Salonique     | 2,2 M€             | 3 août 2018      | [ 10 ] |
| 28     | ATT   | Lucas Pérez         | West Ham United    | 4,4 M€             | 9 août 2018      | [ 11 ] |
| 27     | ATT   | Joel Campbell       | Frosinone          | 1,5 M€             | 17 août 2018     | [ 12 ] |

##### Prêts
| Numéro | Poste | Joueur         | Destination         | Début            | Fin          | Source |
| ------ | ----- | -------------- | ------------------- | ---------------- | ------------ | ------ |
|        | ATT   | Takuma Asano   | Hanovre 96          | 1er juillet 2018 | 30 juin 2019 | [ 13 ] |
| 21     | DEF   | Calum Chambers | Fulham              | 7 août 2018      | 30 juin 2019 | [ 14 ] |
| 13     | GB    | David Ospina   | SSC Naples          | 17 août 2018     | 30 juin 2019 | [ 15 ] |
| 61     | MIL   | Reiss Nelson   | TSG 1899 Hoffenheim | 31 août 2018     | 30 juin 2019 | [ 16 ] |

### Mercato d'hiver

#### Arrivées

##### Prêts
| Numéro | Poste | Joueur       | En provenance de | Début           | Fin          | Source |
| ------ | ----- | ------------ | ---------------- | --------------- | ------------ | ------ |
| 22     | MIL   | Denis Suárez | FC Barcelone     | 31 janvier 2019 | 30 juin 2019 | [ 17 ] |

#### Départs

##### Prêts
| Numéro | Poste | Joueur            | Destination | Début           | Fin          | Source |
| ------ | ----- | ----------------- | ----------- | --------------- | ------------ | ------ |
| 26     | GB    | Emiliano Martínez | Reading     | 23 janvier 2019 | 30 juin 2019 | [ 18 ] |
| 55     | MIL   | Emile Smith-Rowe  | RB Leipzig  | 31 janvier 2019 | 30 juin 2019 | [ 19 ] |

### Activité globale
| Mercato d'été : 77,65 M€ Mercato d'hiver : 0 M€ Total : 77,65 M€ | Mercato d'été : 9,7 M€ Mercato d'hiver : 0 M€ Total : 9,7 M€ | Mercato d'été : 67,95 M€ Mercato d'hiver : 0 M€ Total : 67,95 M€ |

## Compétitions

### Championnat

#### Classement
| Rang | Équipe                    | Pts | J  | G  | N | P  | Bp | Bc | Diff | Qualification ou relégation                                             |
| ---- | ------------------------- | --- | -- | -- | - | -- | -- | -- | ---- | ----------------------------------------------------------------------- |
| 3    | Chelsea FC                | 72  | 38 | 21 | 9 | 8  | 63 | 39 | +24  | Qualification pour la phase de groupes de la Ligue des champions        |
| 4    | Tottenham Hotspur         | 71  | 38 | 23 | 2 | 13 | 67 | 39 | +28  | Qualification pour la phase de groupes de la Ligue des champions        |
| 5    | Arsenal FC                | 70  | 38 | 21 | 7 | 10 | 73 | 51 | +22  | Qualification pour la phase de groupes de la Ligue Europa               |
| 6    | Manchester United         | 66  | 38 | 19 | 9 | 10 | 65 | 54 | +11  | Qualification pour la phase de groupes de la Ligue Europa               |
| 7    | Wolverhampton Wanderers P | 57  | 38 | 16 | 9 | 13 | 47 | 46 | +1   | Qualification pour le deuxième tour de qualification de la Ligue Europa |

### Ligue Europa

#### Phase de groupes

##### Classement
| Rang | Équipe          | Pts | J | G | N | P | Bp | Bc | Diff |  | Résultats (▼ dom., ► ext.) |     |     |     |     |
| ---- | --------------- | --- | - | - | - | - | -- | -- | ---- |  | -------------------------- | --- | --- | --- | --- |
| 1    | Arsenal FC      | 16  | 6 | 5 | 1 | 0 | 12 | 2  | +10  |  | Arsenal FC                 |     | 0-0 | 4-2 | 1-0 |
| 2    | Sporting CP     | 13  | 6 | 4 | 1 | 1 | 13 | 3  | +10  |  | Sporting CP                | 0-1 |     | 3-0 | 2-0 |
| 3    | Vorskla Poltava | 3   | 6 | 1 | 0 | 5 | 5  | 4  | +1   |  | Vorskla Poltava            | 0-3 | 1-2 |     | 0-1 |
| 4    | Qarabağ FK      | 3   | 6 | 1 | 0 | 5 | 2  | 13 | -11  |  | Qarabağ FK                 | 0-3 | 1-6 | 0-1 |     |

Source : uefa.com

## Statistiques

### Meilleurs buteurs
Inclut uniquement les matches officiels. La liste est classée par numéro de maillot lorsque le total des buts est égal.
| R                    | No.                  | Pos                  | Nom                       | Premier League | Coupe d'Angleterre | Coupe de la Ligue | Ligue Europa | Total |
| -------------------- | -------------------- | -------------------- | ------------------------- | -------------- | ------------------ | ----------------- | ------------ | ----- |
| 1                    | 14                   | ATT                  | Pierre-Emerick Aubameyang | 22             | 1                  | 0                 | 8            | 31    |
| 2                    | 9                    | ATT                  | Alexandre Lacazette       | 13             | 0                  | 1                 | 5            | 19    |
| 3                    | 7                    | MIL                  | Henrikh Mkhitaryan        | 6              | 0                  | 0                 | 0            | 6     |
| 3                    | 8                    | MIL                  | Aaron Ramsey              | 4              | 0                  | 0                 | 2            | 6     |
| 3                    | 10                   | MIL                  | Mesut Özil                | 5              | 0                  | 0                 | 1            | 6     |
| 3                    | 17                   | ATT                  | Alex Iwobi                | 3              | 1                  | 0                 | 2            | 6     |
| 7                    | 23                   | ATT                  | Danny Welbeck             | 1              | 0                  | 2                 | 2            | 5     |
| 8                    | 34                   | MIL                  | Granit Xhaka              | 4              | 0                  | 0                 | 0            | 4     |
| 9                    | 5                    | DEF                  | Sokrátis Papastathópoulos | 1              | 0                  | 0                 | 2            | 3     |
| 9                    | 6                    | DEF                  | Laurent Koscielny         | 3              | 0                  | 0                 | 0            | 3     |
| 9                    | 20                   | DEF                  | Shkodran Mustafi          | 2              | 0                  | 0                 | 1            | 3     |
| 9                    | 55                   | MIL                  | Emile Smith-Rowe          | 0              | 0                  | 1                 | 2            | 3     |
| 9                    | 59                   | MIL                  | Joe Willock               | 0              | 2                  | 0                 | 1            | 3     |
| 14                   | 11                   | MIL                  | Lucas Torreira            | 2              | 0                  | 0                 | 0            | 2     |
| 14                   | 15                   | MIL                  | Ainsley Maitland-Niles    | 1              | 0                  | 0                 | 1            | 2     |
| 16                   | 12                   | DEF                  | Stephan Lichtsteiner      | 0              | 0                  | 1                 | 0            | 1     |
| 16                   | 29                   | MIL                  | Mattéo Guendouzi          | 0              | 0                  | 0                 | 1            | 1     |
| 16                   | 18                   | DEF                  | Nacho Monreal             | 1              | 0                  | 0                 | 0            | 1     |
| 16                   | 49                   | ATT                  | Eddie Nketiah             | 1              | 0                  | 0                 | 0            | 1     |
| Buts contre son camp | Buts contre son camp | Buts contre son camp | Buts contre son camp      | 4              | 0                  | 0                 | 2            | 6     |
| TOTAUX               | TOTAUX               | TOTAUX               | TOTAUX                    | 73             | 4                  | 5                 | 30           | 112   |

Mise à jour : 29 mai 2019

Source : Rapports de matches officiels

### Discipline
Inclut uniquement les matches officiels. La liste est classée par numéro de maillot lorsque le total des cartons est égal.
| R      | No.    | Pos    | Nom                       | Premier League | Premier League | Coupe d'Angleterre | Coupe d'Angleterre | Coupe de la Ligue | Coupe de la Ligue | Ligue Europa | Ligue Europa | Total  | Total        |
| R      | No.    | Pos    | Nom                       | Averti         | Carton rouge   | Averti             | Carton rouge       | Averti            | Carton rouge      | Averti       | Carton rouge | Averti | Carton rouge |
| 1      | 5      | DEF    | Sokrátis Papastathópoulos | 12             | 0              | 0                  | 0                  | 0                 | 0                 | 0            | 1            | 12     | 1            |
| 1      | 29     | MIL    | Mattéo Guendouzi          | 9              | 0              | 1                  | 0                  | 1                 | 1                 | 1            | 0            | 12     | 1            |
| 3      | 11     | MIL    | Lucas Torreira            | 7              | 1              | 0                  | 0                  | 0                 | 0                 | 0            | 0            | 7      | 1            |
| 4      | 9      | ATT    | Alexandre Lacazette       | 2              | 0              | 0                  | 0                  | 0                 | 0                 | 2            | 1            | 4      | 1            |
| 5      | 15     | MIL    | Ainsley Maitland-Niles    | 1              | 1              | 0                  | 0                  | 0                 | 0                 | 0            | 0            | 1      | 1            |
| 6      | 34     | MIL    | Granit Xhaka              | 10             | 0              | 0                  | 0                  | 1                 | 0                 | 2            | 0            | 13     | 0            |
| 7      | 20     | DEF    | Shkodran Mustafi          | 9              | 0              | 0                  | 0                  | 0                 | 0                 | 0            | 0            | 9      | 0            |
| 8      | 31     | DEF    | Sead Kolašinac            | 5              | 0              | 2                  | 0                  | 0                 | 0                 | 1            | 0            | 8      | 0            |
| 9      | 12     | DEF    | Stephan Lichtsteiner      | 3              | 0              | 0                  | 0                  | 1                 | 0                 | 1            | 0            | 5      | 0            |
| 9      | 18     | DEF    | Nacho Monreal             | 5              | 0              | 0                  | 0                  | 0                 | 0                 | 0            | 0            | 5      | 0            |
| 11     | 16     | DEF    | Rob Holding               | 1              | 0              | 0                  | 0                  | 0                 | 0                 | 3            | 0            | 4      | 0            |
| 12     | 2      | DEF    | Héctor Bellerín           | 3              | 0              | 0                  | 0                  | 0                 | 0                 | 0            | 0            | 3      | 0            |
| 12     | 7      | MIL    | Henrikh Mkhitaryan        | 1              | 0              | 0                  | 0                  | 0                 | 0                 | 2            | 0            | 3      | 0            |
| 12     | 10     | MIL    | Mesut Özil                | 2              | 0              | 0                  | 0                  | 0                 | 0                 | 1            | 0            | 3      | 0            |
| 15     | 6      | DEF    | Laurent Koscielny         | 1              | 0              | 1                  | 0                  | 0                 | 0                 | 0            | 0            | 2      | 0            |
| 14     | 1      | GB     | Petr Čech                 | 0              | 0              | 0                  | 0                  | 0                 | 0                 | 1            | 0            | 1      | 0            |
| 14     | 14     | ATT    | Pierre-Emerick Aubameyang | 0              | 0              | 0                  | 0                  | 0                 | 0                 | 1            | 0            | 1      | 0            |
| 14     | 23     | ATT    | Danny Welbeck             | 0              | 0              | 0                  | 0                  | 1                 | 0                 | 0            | 0            | 1      | 0            |
| 14     | 25     | DEF    | Carl Jenkinson            | 0              | 0              | 0                  | 0                  | 1                 | 0                 | 0            | 0            | 1      | 0            |
| 14     | 27     | DEF    | Konstantínos Mavropános   | 1              | 0              | 0                  | 0                  | 0                 | 0                 | 0            | 0            | 1      | 0            |
| TOTAUX | TOTAUX | TOTAUX | TOTAUX                    | 72             | 2              | 4                  | 0                  | 5                 | 1                 | 15           | 2            | 96     | 5            |

Mise à jour : 29 mai 2019

Source : Rapports de matches officiels

### Total
| Matches joués                 | 58 (38 Premier League, 2 Coupe d'Angleterre, 3 Coupe de la Ligue, 15 Ligue Europa)                                                                             |
| Matches gagnés                | 35 (21 Premier League, 1 Coupe d'Angleterre, 2 Coupe de la Ligue, 11 Ligue Europa)                                                                             |
| Matches nuls                  | 8 (7 Premier League, 1 Ligue Europa) |
| Matches perdus                | 15 (10 Premier League, 1 Coupe d'Angleterre, 1 Coupe de la Ligue, 3 Ligue Europa)                                                                              |
| Buts marqués                  | 112 (73 Premier League, 4 Coupe d'Angleterre, 5 Coupe de la Ligue, 30 Ligue Europa)                                                                            |
| Buts concédés                 | 71 (51 Premier League, 3 Coupe d'Angleterre, 4 Coupe de la Ligue, 13 Ligue Europa)                                                                             |
| Différence de buts            | +41 (+22 Premier League, +1 Coupe d'Angleterre, +1 Coupe de la Ligue, +17 Ligue Europa)                                                                        |
| Matches sans encaisser de but | 18 (8 Premier League, 1 Coupe d'Angleterre, 9 Ligue Europa) |
| Cartons jaunes                | 96 (72 Premier League, 4 Coupe d'Angleterre, 5 Coupe de la Ligue, 15 Ligue Europa)                                                                             |
| Cartons rouges                | 5 (2 Premier League, 1 Coupe de la Ligue, 2 Ligue Europa) |
| Pire discipline               | Sokrátis Papastathópoulos (12 - 1 ) |
| Meilleur résultat             | Victoire 5 - 1 (Extérieur) contre Fulham - Premier League - 7 octobre 2018 Victoire 5 - 1 (Domicile) contre AFC Bournemouth - Premier League - 27 février 2019 |
| Pire résultat                 | Défaite 5 - 1 (Extérieur) contre le Liverpool - Premier League - 29 décembre 2018                                                                              |
| Meilleur buteur               | Pierre-Emerick Aubameyang (31 buts) |

Mise à jour : 29 mai 2019

Source : Rapports de matches officiels

## Joueur du mois
| Mois      | Joueur                        | Votes |
| --------- | ----------------------------- | ----- |
| Août      | Mattéo Guendouzi              | 68%   |
| Septembre | Alexandre Lacazette           | 59%   |
| Octobre   | Pierre-Emerick Aubameyang     | 55%   |
| Novembre  | Lucas Torreira                | 70%   |
| Décembre  | Pierre-Emerick Aubameyang (2) | 41%   |
| Janvier   | Alexandre Lacazette (2)       | 65%   |
| Février   | Henrikh Mkhitaryan            | 40%   |
| Mars      | Bernd Leno                    | 70%   |